# Sergei Filimonow
Sergei Filimonow (russisch Сергей Филимонов; * 2. Februar 1975) ist ein kasachischer Gewichtheber.

## Werdegang
Seinen größten Erfolg feierte Sergei Filimonow bei den Olympischen Sommerspielen 2004 in  Athen, wo er in der Gewichtsklasse bis 77 kg die Silbermedaille mit 372,5 kg erringen konnte.

## Persönliche Bestleistungen
- Reißen: 173,5 kg in der Klasse bis 77 kg 2004 in Almaty.
- Stoßen: 202,5 kg in der Klasse bis 77 kg bei den 2002 in Busan.
- Zweikampf: 375,0 kg in der Klasse bis 77 kg bei den 2002 in Busan.